# Pethia padamya
Pethia padamya (Kullander & Britz, 2008) è un pesce osseo d'acqua dolce appartenente alla famiglia Cyprinidae.

## Distribuzione e habitat
Questa specie è endemica del bacino del fiume Chindwin in Myanmar dove è stata trovata unicamente in un lago artificiale nei pressi della città di Pyin Oo Lwin.

## Descrizione
Appare molto simile all'affine Puntius conchonius da cui si può distinguere per i seguenti caratteri:
- barbigli molto piccoli, in numero di 2
- linea laterale incompleta e molto breve
- pinna dorsale, pinna anale e pinne ventrali trasparenti con bordo nero e due o tre file di punti scuri
- piccola macchia scura sul peduncolo caudale, spesso poco visibile negli adulti
- i maschi hanno una fascia longitudinale di colore rosso vivo dall'opercolo branchiale al peduncolo caudale

La taglia massima arriva a 4,6 cm.